# Peranakan

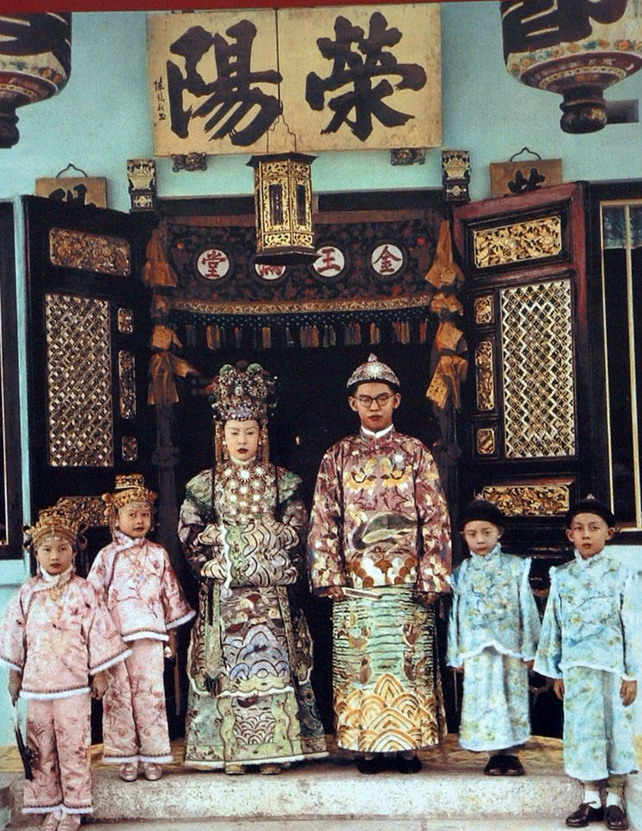
Matrimonio de una familia peranakan en Penang (actual Malasia), mayo de 1941.

Peranakan es el nombre con el que se denominan a las personas descendientes de los primeros inmigrantes chinos (principalmente de etnia han) instalados en parte del archipiélago malayo, principalmente en torno al estrecho de Malaca, lo que corresponde en la actualidad a los países de Malasia, Indonesia y Singapur.
Peranakan significa «descendiente», tanto en idioma malayo como en indonesio. En dichos idiomas, el término no es exclusivo de este grupo étnico sino de cualquier grupo de descendientes (los de origen chino serían denominados específicamente Peranakan Tionghoa/Cina en dichos idiomas). En Malasia, este grupo se denomina Baba-Nyonya, mientras en Indonesia se conoce como Kiau-Seng. En español, también son referidos como chinos de los estrechos, debido a su origen geográfico.

## Origen
Los primeros peranakan se remontan al siglo XV, cuando se instalaron los primeros comerciantes chinos en las regiones insulares que comunican los océanos Pacífico e Índico. Allí, comenzaron a mezclarse con las comunidades locales dando origen a un mestizaje entre ambos grupos. El nombre Baba-Nyonya (峇峇娘惹) proviene de la mezcla de los término baba y nyonya, usados respectivamente para referirse respetuosamente a un hombre mayor y a una mujer mayor, usualmente extranjera. 
A partir del siglo XVIII, la influencia europea en la región se acrecentó y llevó al establecimiento de la Malasia británica (incluyendo las llamadas Colonias del Estrecho) y las Indias Orientales Neerlandesas. En ambos territorios, los peranakan adquirieron una gran influencia y en general mantuvieron mayor cercanía con los colonizadores que con la población local, lo que llevó a algunos críticos a bautizarloscomo «chinos del Rey».

## Situación actual
Hoy en día, su identidad única tiende a desaparecer poco a poco, con la adopción por parte de las generaciones más jóvenes, de una cultura china más estandarizada.
En la isla de Java en Indonesia, el término Peranakan se refiere a las comunidades chinas mestizas locales de las ciudades del Pasisir (costa norte de la isla). En el contexto de Indonesia, su individualidad se difumina indonesios aún más la categoría de "Chino" se vieron obligados, durante el régimen de Suharto (1966-1998), a borrar todo los rastros de particularismo.
Los chinos baba y Peranakan  hablan una lengua criolla malaya, el "baba malayo", una mezcla de inglés, malayo y hokkien (un dialecto chino).
Una exposición en el Museo del Quai Branly, titulado "Los signos de la riqueza interior de Singapur" estuvo dedicado a la cultura de esta comunidad, desde el 5 de octubre de 2010 al 30 de enero de 2011. Se mostró el estilo de vida de estos inmigrantes presentando gran variedad de objetos de finales del siglo XX y principios del siglo XX.